# БайкалМоторШоу
БайкалМоторШоу — автомобильное шоу в Иркутске. Свыше 100 участников (определяются после отборочного тура), география — от Таллинна до Владивостока, Казахстан (в 2008 году), Эстония (в 2012 году) и Монголия (в 2012 и 2014 году). Количество зрителей — от 14 900 до 43 000. C 2008 года включает также БайкалАвтоШоу (выставку дилерских автомобилей).

## История
Все БайкалМоторШоу проводились в Иркутске. За 10 лет на БайкалМоторШоу было представлено 915 транспортных средств, мероприятие посетило 260 900 зрителей.Организатором всех БайкалМоторШоу был издательский дом «Автомаркет».
2005 г. 13 мая. Площадь Сибэкспоцентра. 40 участников. Вход свободный. 15 000 зрителей. Призовой фонд — 30 тыс. руб. (2 номинации). Первый Фестиваль автотюнинга вызвал неимоверный ажиотаж — все дороги к «Сибэкспоцентру» были заблокированы на расстоянии до километра. Выставка шла всего 5 часов и в будний день (в пятницу) с 12.00 до 17.00. Денежные призы — по 15 тыс. рублей присуждались в двух номинациях «За лучшую инженерию» и «Лучший стайлинг автомобиля». За исключением автомобиля Nissan President из Читы, все автомобили представляли владельцы из Иркутска и области
2006 г. 13 мая. Центральный стадион «Труд». 80 участников. 25 000 зрителей. Призовой фонд 100 тыс. руб. (2 номинации). Впервые выставка прошла на стадионе «Труд» и по билетам (взрослый 50 руб., детский 25 руб.). Несмотря на то, что высказывалось много опасений, что билеты покупать не будут, весь субботний день в 4 работающие кассы стояли очереди — до 100 метров. Фестиваль работал 12 часов — с 11.00 до 23.00
2007 г. 12 мая. Центральный стадион «Труд». 86 участников (135 заявок). 34 300 зрителей. Призовой фонд — 700 тыс. руб. (8 номинаций). Впервые в БМШ участвовали не только автомобили из Иркутской области и Читы, но и Красноярска и Новосибирска. Существенно вырос призовой фонд. Иркутская государственная телевизионная и радиовещательная компания Архивная копия от 22 февраля 2014 на Wayback Machine
2008 г. 17 мая. Центральный стадион «Труд». 90 участников (150 заявок). 43 000 зрителей. Призовой фонд — 800 тыс. руб. (9 номинаций). Пожалуй, самое успешное БайкалМоторШоу за всю историю. Рекорд посещаемости на все времена — в час пик на стадионе в прямом смысле слова было не протолкнуться. Ещё БМШ-2008 запомнился розыгрышем оранжевого Honda Civic и выступлением московской шоу-группы «Маракату». На площади перед Дворцом Спорта впервые прошло АвтоДилерШоу.

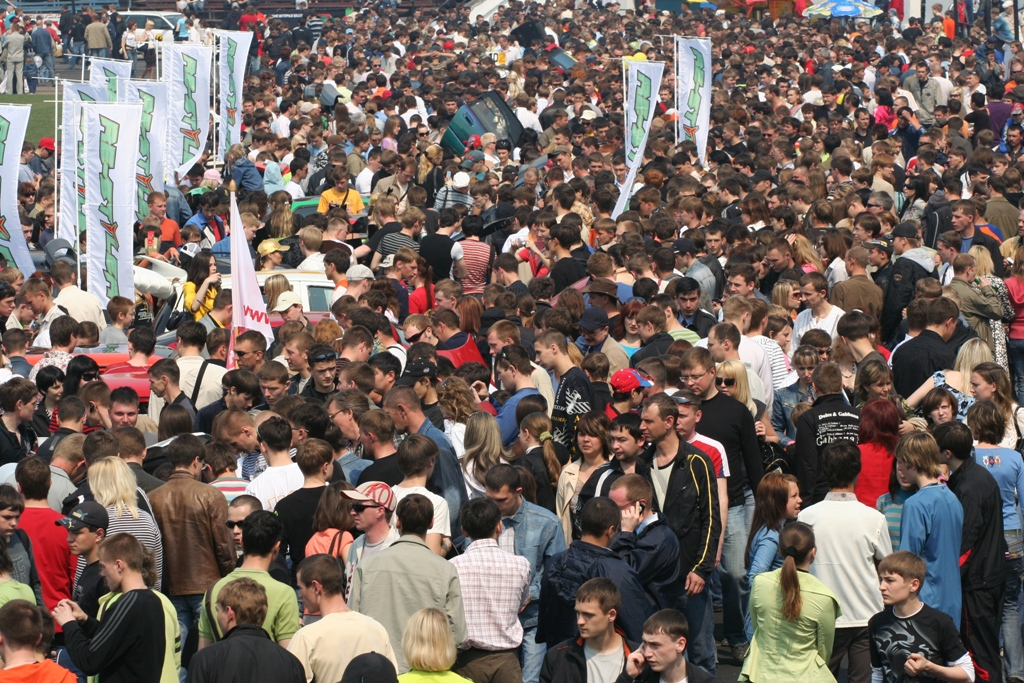
Рекорд посещаемости был отмечен в 2008 году — 43000 зрителей

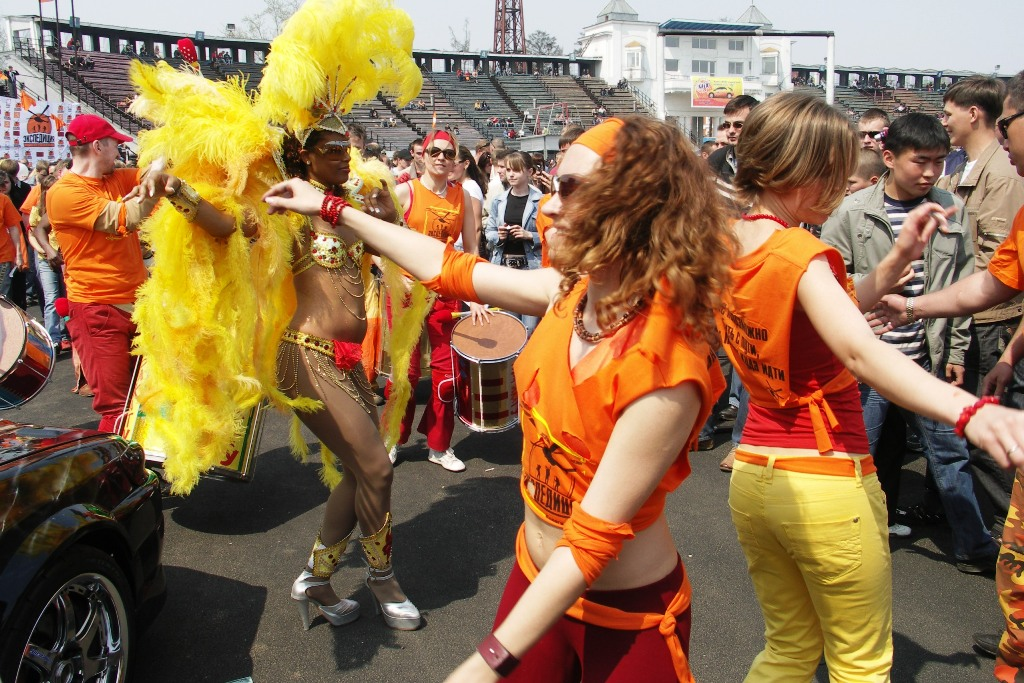
Выступление ансамбля «Маракату»

2009 г. 16 мая. Центральный стадион «Труд». 96 участников (250 заявок). 35 000 зрителей. Призовой фонд — 800 тыс. руб. (9 номинаций). Вести-Иркутск (недоступная ссылка). Подготовка к БМШ пришлась на самый пик финансового кризиса, поэтому главной задачей было сохранение Фестиваля. Единственное новшество — появление VIP-билетов, дающих возможность попасть на стадион до открытия основных ворот, что было с успехом использовано истинными ценителями автотюнинга. На площади перед Дворцом Спорта вновь прошло АвтоДилерШоу.
2010 г. 15-16 мая. Центральный стадион «Труд». 102 участника (230 заявок). 33 000 зрителей. Призовой фонд — 850 тыс. руб. (9 номинаций). Впервые БайкалМоторШоу проходило два дня, что позволило избавиться от традиционной проблемы мероприятия — толкучки. Вместе с прошедшим накануне в Сибэкспоцентре Сибавтосалоном (11-14 мая) мероприятие составило Большую Иркутскую автомобильную неделю. Помимо выставки дилерских автомобилей на площади перед Дворцом спорта, на Малом поле стадиона «Труд» прошла ИркутскDriftБитва. География БМШ расширилась до 5 тыс. км — от Новосибирска до Владивостока. Комсомольская правда Архивная копия от 22 февраля 2014 на Wayback Machine. В голосовании Выбор Internet-сообщества подано свыше 492 тыс. голосов.

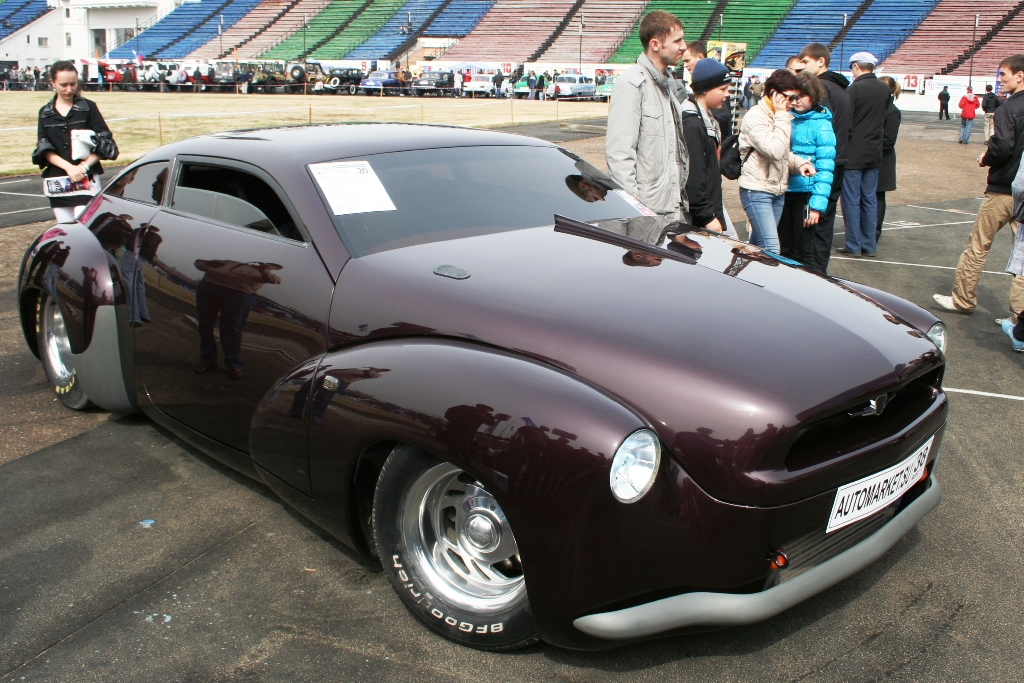
Toyota Crown GAZ-21 concept-car Евгения Михлика в 2010 году получил «Приз зрительских симпатий»

2011 г. 28-29 мая. Центральный стадион «Труд». 92 участника (180 заявок). 31 000 зрителей. Призовой фонд — 830 тыс. руб. (11 номинаций). Впервые в рамках БайкалМоторШоу проводился Рейтинговый этап чемпионата России по автозвуку по версии AMT-Russian Challenge, а также несколько локальных акций — экспозиция клуба любителей внедорожников «Протектор», посвященная 10-летию создания клуба, старт экспедиции «Байкал-Трофи», презентация кроссовера Honda Crosstour, чемпионат Иркутской области по автомодельному спорту, конкурс красоты Мисс Shell. На площади Дворца спорта два дня проходила выставка новых автомобилей от официальных дилеров БайкалАвтоШоу. Голосование «Выбор Internet-сообщества» проводилось через аккаунт в социальной сети «В контакте» и с помощью платных СМС (с ограничением), всего подано 9385 голосов. Новые номинации: Лучшая группа поддержки и Юное дарование.
2012 г. 26-27 мая. Центральный стадион «Труд». 103 участника (232 заявки). 14 900 зрителей. Призовой фонд — 890 тыс. руб. (12 номинаций). БайкалМоторШоу-2012 задумывалось как самое масштабное за всю историю. Впервые — Международный фестиваль, участники не только с огромной территории от Красноярска до Владивостока, но и из Эстонии (1 автомобиль) и Монголии (4 авто). Масштабный Конкурс красоты Мисс БМШ. Выступление стантрайдера Марата Канкадзе (команда 50 Stant, США). Праздник подпортила отвратительная погода — в первый день пасмурно и 6 градусов, во второй — снег, переходящий в дождь при 2 градусах тепла. Тем не менее зрители шли на стадион даже когда над стадионом стояла стена снега. На площади перед Дворцом спорта по традиции прошла выставка автомобилей от официальных дилеров БайкалАвтоШоу.

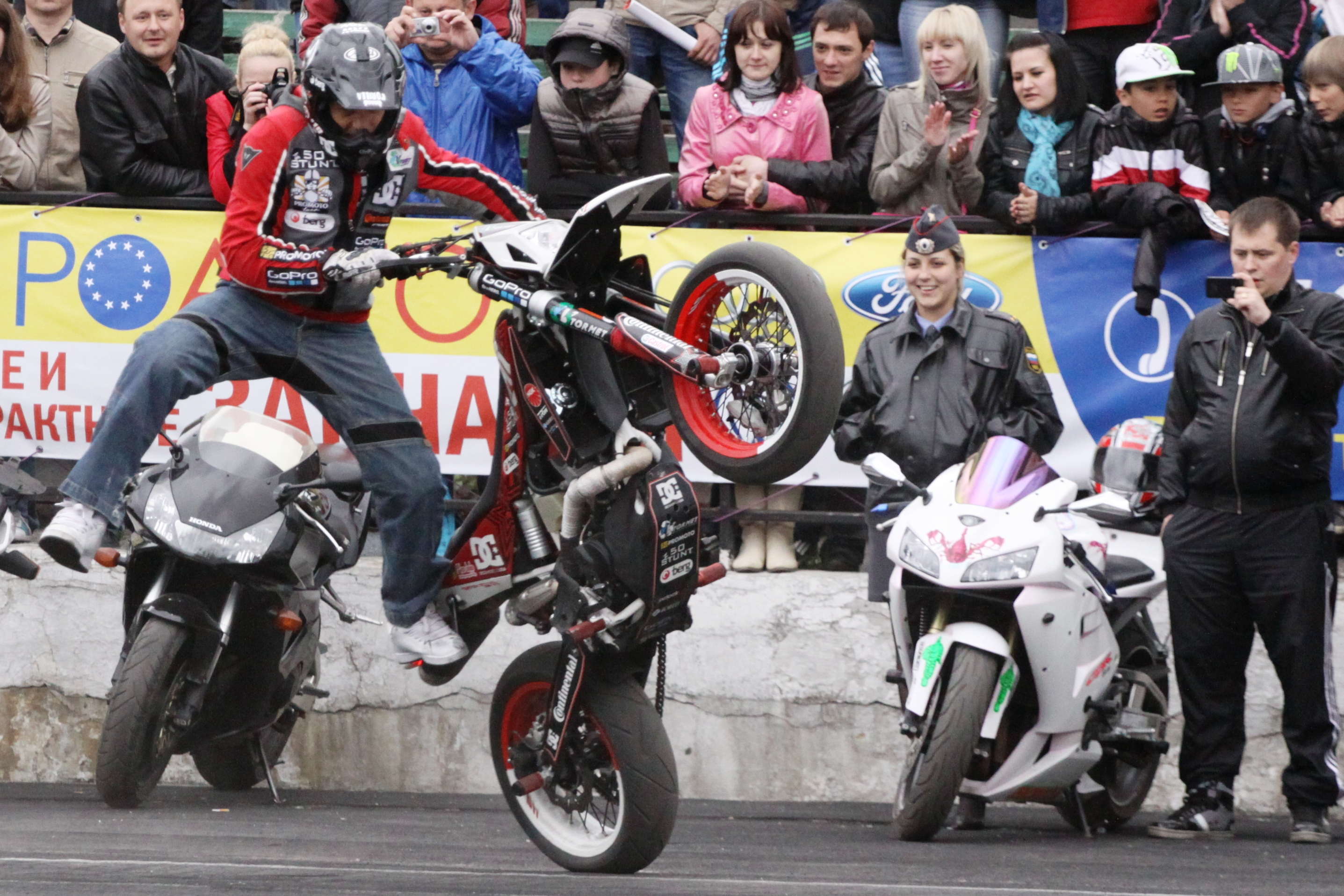
Выступление стантрайдера Марата Канкадзе на БайкалМоторШоу-2012

2013 г. 1-2 июня. Центральный стадион «Труд». 102 участника (170 заявок). 29 700 зрителей. Призовой фонд — 780 тыс. руб. (10 номинаций). Первый день Фестиваля совпал с Днем города и стал частью массовых гуляний иркутян. Особенно многолюдно на арене было после окончания Иркутского карнавала, когда горожане переместились с ул. Ленина на стадион «Труд». География участников (как и обладателей Гран-при) на этот раз протянулась от Читы до Москвы.

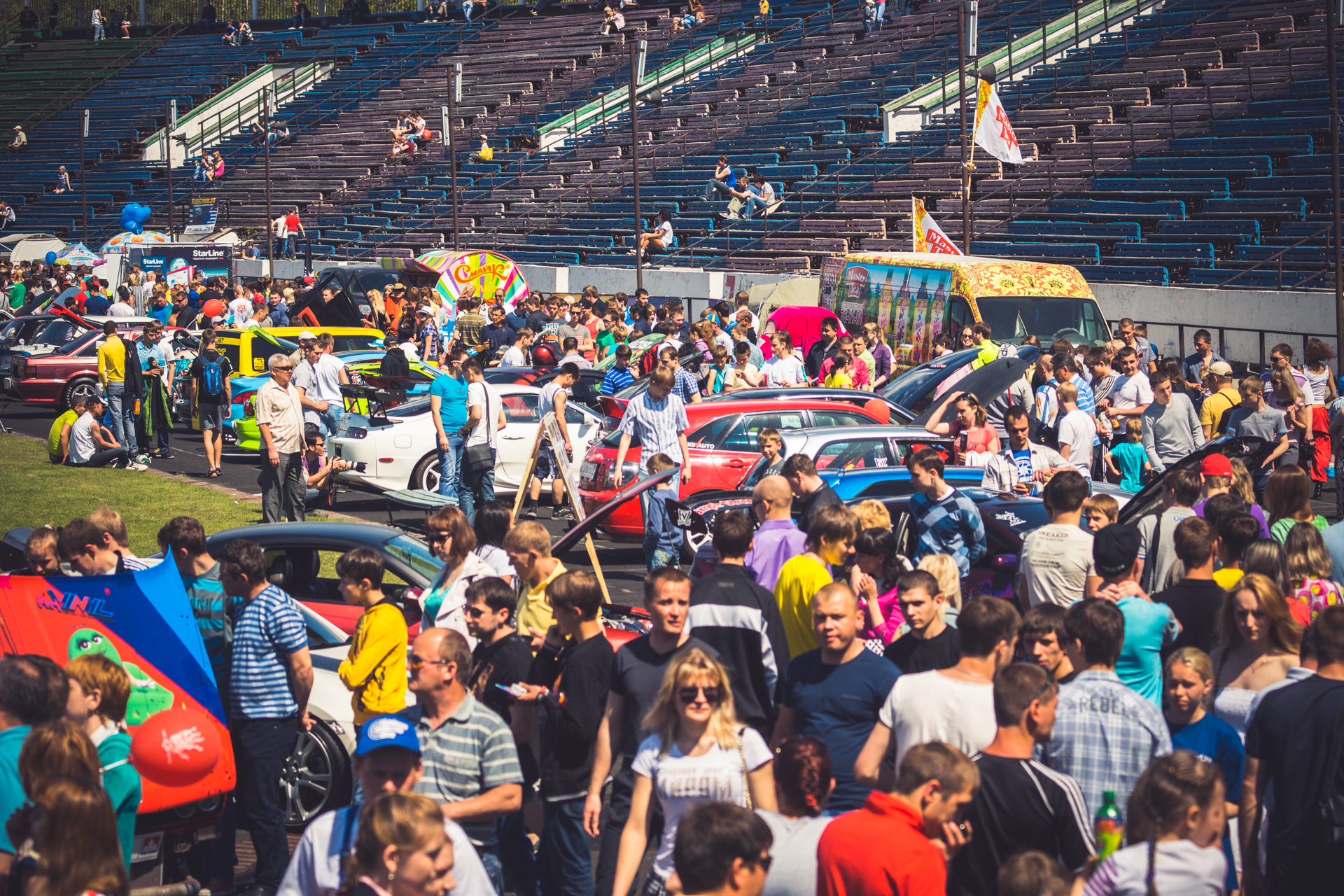
На БайкалМоторШоу-2013 побывало 29700 зрителей

2014 г. 6-7 сентября. Центральный стадион «Труд». 124 участника (211 заявок).. 24 600 зрителей. Призовой фонд — 830 тыс. руб. (11 номинаций). Впервые фестиваль прошёл осенью. После годичного перерыва вернулась номинация «Лучший мотоцикл». Фестиваль запомнился конкуренцией Групп поддержки, которых на этот раз было представлено 15. География участников (как и обладателей Гран-при) от Комсомольска-на-Амуре до Москвы. В третий раз фестиваль получил статус международного за счёт участников из Монголии.
2015 г. 6-7 июня. Центральный стадион «Труд». Призовой фонд — 830 тыс. руб. (11 номинаций). 
2016 г. 4-5 июня. Центральный стадион «Труд». Призовой фонд — 900 тыс. руб. (12 номинаций). Появилась новая номинация «Лучший ретро-мотоцикл». 

## БайкалМоторШоу-2017
БайкалМоторШоу-2017 состоится 3-4 июня в Иркутске на Центральном стадионе «Труд». Время работы — 10.00-20.00.

### Зачётные номинации БМШ-2017
| Номинация                                                                        | Награда                                                                         |
| -------------------------------------------------------------------------------- | ------------------------------------------------------------------------------- |
| Лучшая инженерия                                                                 | Гран-при — 100 000 рублей                                                       |
| Лучший внедорожник                                                               | Гран-при — 100 000 рублей                                                       |
| Лучший стайлинг                                                                  | Гран-при — 100 000 рублей                                                       |
| Лучший ретро-кар                                                                 | Гран-при — 100 000 рублей                                                       |
| Приз зрительских симпатий — лучший автомобиль по итогам зрительского голосования | Гран-при — 100 000 рублей                                                       |
| Выбор организаторов - лучший автомобиль по итогам голосования организаторов БМШ  | Гран-при — 100 000 рублей                                                       |
| Лучший мотоцикл                                                                  | Гран-при - 50 000 рублей                                                        |
| Лучший ретромотоцикл                                                             | Гран-при - 50 000 рублей                                                        |
| Лучший проект                                                                    | Гран-при - 50 000 рублей                                                        |
| Stance                                                                           | Гран-при - 25 000 рублей                                                        |
| Лучшая группа поддержки                                                          | Гран-при - 50 000 рублей, 2-е место - 30 000 рублей, 3-е место - 20 000 рублей. |
| Юное дарование                                                                   | Гран-при - 30 000 рублей                                                        |
| Выбор Интернет-сообщества                                                        | Гран-при - 20 000 рублей                                                        |

Победители номинации награждаются денежной премией, Кубком и дипломом, занявший вторые и третьи места — Кубком и дипломом.